# Renault R25
Pour les articles homonymes, voir R25.
Chronologie des modèles (2005)
Renault R24 Renault R26
La Renault R25 est la monoplace de Formule 1 engagée par l'écurie française Renault F1 Team dans le cadre du Championnat du monde de Formule 1 2005. Elle est pilotée par l'Espagnol Fernando Alonso et l'Italien Giancarlo Fisichella. Les pilotes d'essais sont le Français Franck Montagny, le Brésilien Lucas di Grassi, le Polonais Robert Kubica et le Suisse Giorgio Mondini. Elle fut présentée à Monaco le 1er février 2005.

## Historique

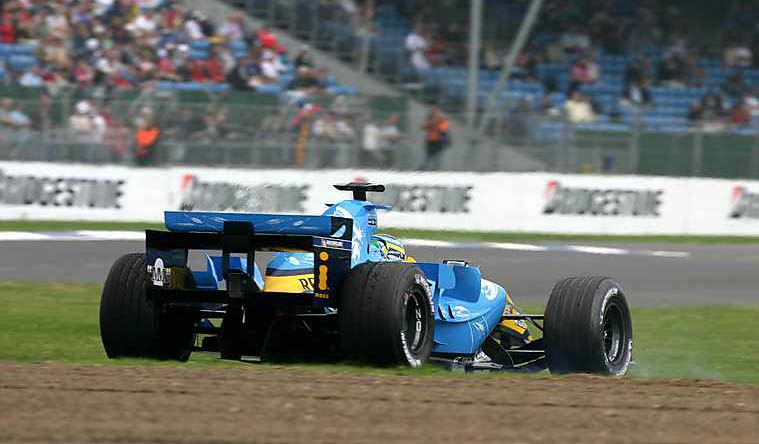
L'arrière de la Renault R25 de Giancarlo Fisichella à Silverstone.

La Renault R25 dispose de plusieurs innovations :
- Les suspensions adoptent un principe de « quille en V » qui permet d'optimiser les performances aérodynamiques.
- Le système Step 11 de Magneti-Marelli gère à la fois le moteur et le châssis. Il apporte des gains de poids et de performance.
- L'aérodynamique a été revue : rétrécissement des pontons latéraux et de la coque, système de refroidissement revu et nouvelle forme de l'aileron.

Le moteur RS25 est le seul qui a progressé en puissance, bien que la longévité des moteurs doive passer de 800 à 1 500 km environ pour l'année 2005 en raison d'une évolution de la réglementation imposant de réaliser deux Grands Prix avec un même moteur. Par rapport à la saison passée, 98 % de ses pièces ont été renouvelées. Son centre de gravité a été nettement abaissé alors que son poids reste inchangé.
La Renault R25 s'est illustrée par une grande fiabilité durant la saison 2005 par rapport à ses concurrentes et principalement face à la McLaren MP4-20. La Renault R25 est chaussée de pneumatiques Michelin.
La R25 remporte huit courses et termine toutes ses courses dans les points à l'exception des Grand Prix du Canada, des États-Unis et de Hongrie.

## Moteur
| Caractéristiques | Valeur                         |
| ---------------- | ------------------------------ |
| Nom              | Renault RS25                   |
| Type             | V10 à 72°                      |
| Disposition      | Longitudinale centrale arrière |
| Soupapes         | 40                             |
| Cylindrée        | 3000 cm³                       |
| Alimentation     | Injection électronique         |
| Puissance        | 930 ch                         |

## Résultats en championnat du monde de Formule 1

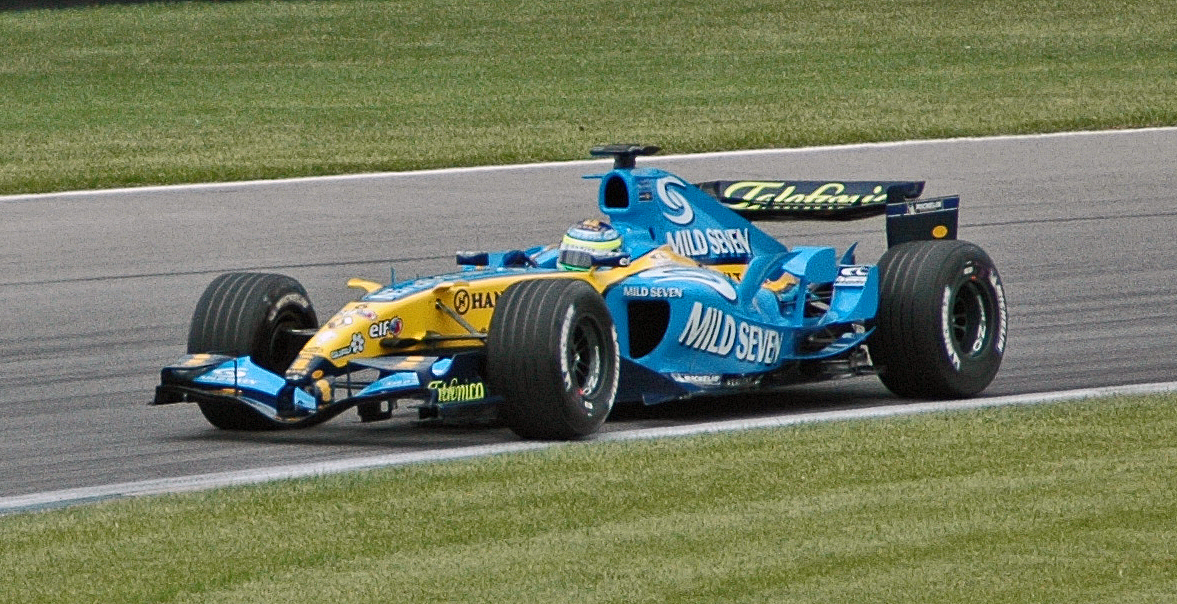
Giancarlo Fisichella lors des séances de qualifications du GP des États-Unis 2005

| Saison | Écurie                     | Moteur           | Pneus    | Pilotes              | Courses | Courses | Courses | Courses | Courses | Courses | Courses | Courses | Courses | Courses | Courses | Courses | Courses | Courses | Courses | Courses | Courses | Courses | Courses | Points inscrits | Classement |
| Saison | Écurie                     | Moteur           | Pneus    | Pilotes              | 1       | 2       | 3       | 4       | 5       | 6       | 7       | 8       | 9       | 10      | 11      | 12      | 13      | 14      | 15      | 16      | 17      | 18      | 19      | Points inscrits | Classement |
| ------ | -------------------------- | ---------------- | -------- | -------------------- | ------- | ------- | ------- | ------- | ------- | ------- | ------- | ------- | ------- | ------- | ------- | ------- | ------- | ------- | ------- | ------- | ------- | ------- | ------- | --------------- | ---------- |
| 2005   | Mild Seven Renault F1 Team | Renault V10 RS25 | Michelin |                      | AUS     | MAL     | BAH     | SMR     | ESP     | MON     | EUR     | CAN     | USA     | FRA     | GBR     | ALL     | HON     | TUR     | ITA     | BEL     | BRÉ     | JAP     | CHI     | 191             | Champion   |
| 2005   | Mild Seven Renault F1 Team | Renault V10 RS25 | Michelin | Fernando Alonso      | 3e      | 1er     | 1er     | 1er     | 2e      | 4e      | 1er     | Abd     | Np      | 1er     | 2e      | 1er     | 11e     | 2e      | 2e      | 2e      | 3e      | 3e      | 1er     | 191             | Champion   |
| 2005   | Mild Seven Renault F1 Team | Renault V10 RS25 | Michelin | Giancarlo Fisichella | 1er     | Abd     | Abd     | Abd     | 5e      | 12e     | 6e      | Abd     | Np      | 6e      | 4e      | 4e      | 9e      | 4e      | 3e      | Abd     | 5e      | 2e      | 4e      | 191             | Champion   |

Légende : ici 